# 班尼·沙夫戴
班尼·沙夫戴（Benjamin Safdie，1986年2月24日—）是一位美國電影導演、編劇、演員和電影剪輯師。他執導的作品有《天知道有多少》（2014）、《失速夜狂奔》（2017）和《原钻》（2019）。在轉向表演後，班尼·沙夫戴憑藉在《失速夜狂奔》中的角色而獲得獨立精神獎最佳男配角提名，並且之後又出演了幾部電影，如《甘草比萨》（2021）、《上帝在不在？這是我，瑪格麗特》和《奧本海默》（均於2023年上映）。